# Domhütte
La Domhütte (2.940 m s.l.m.) è un rifugio alpino situato nel Massiccio del Mischabel (Alpi Pennine) nel comune di Randa (Canton Vallese).

## Caratteristiche e informazioni

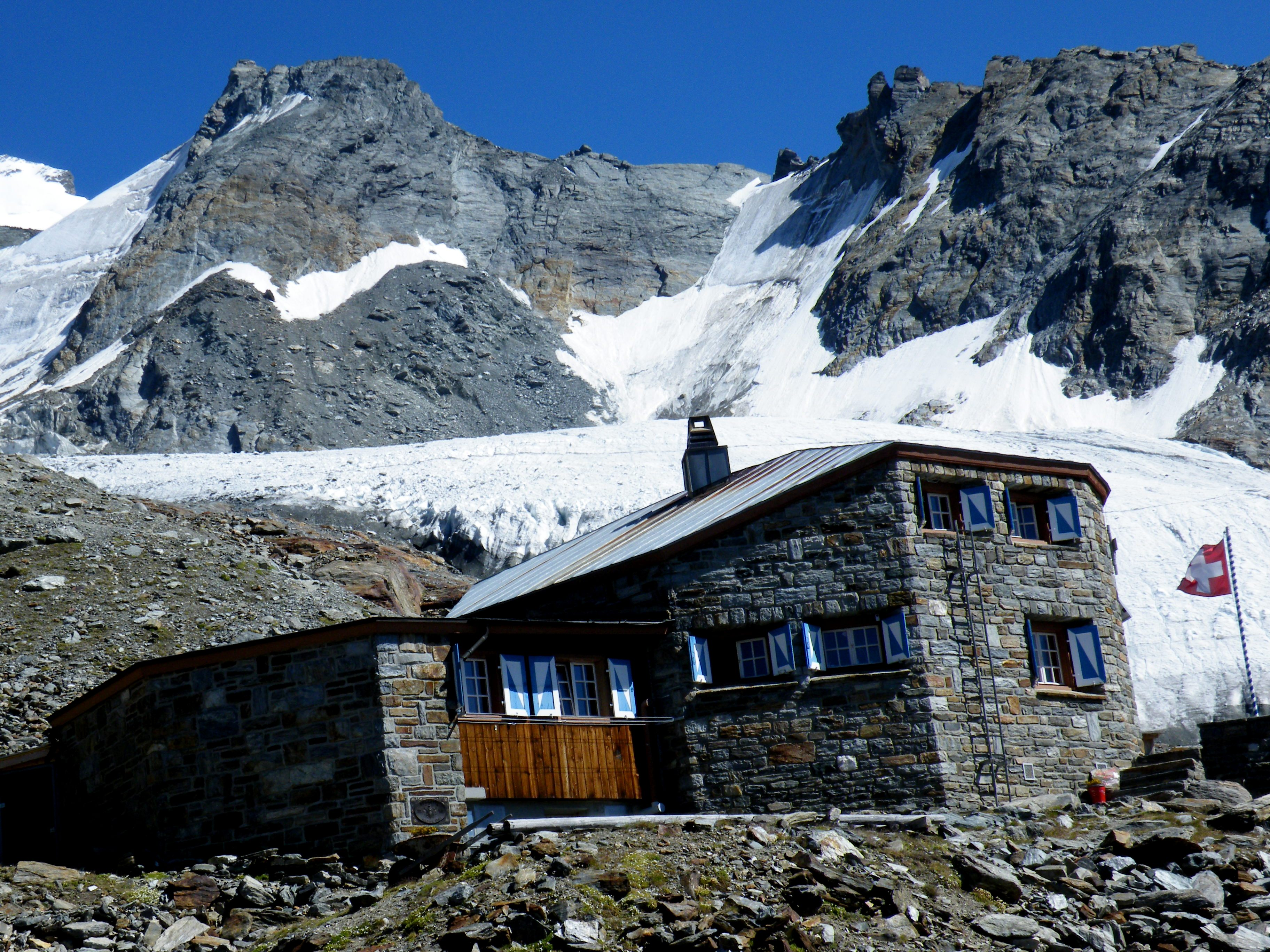
Il rifugio prima dell'ampliamento del 2012.

Una prima capanna fu inaugurata nel 1890 e successivamente ampliata.
Durante il 2012 il rifugio è rimasto chiuso per ristrutturazione e per ampliamento.
Il rifugio appartiene alla sezione UTO di Zurigo del Club Alpino Svizzero.

## Accessi
L'accesso avviene da Randa nella Mattertal in circa quattro ore e trenta. La prima parte di sentiero di accesso è in comune per l'Europahütte. Nella seconda parte si supera una bastionata rocciosa della Festiflüe dove sono presenti delle funi metalliche.
Nel dettaglio il sentiero parte dal paese di Randa. Si passa in fianco alla chiesa e ci si innalza sui prati sovrastanti il paese. Un ponte permette di superare il torrente Dorfbach. Si continua lungo la pineta, oltrepassata la quale, si incontra il bivio che in pochi minuti conduce all'Europahütte. Poco dopo si affronta la bastionata rocciosa della Festiflüe; nei punti più delicati sono presenti delle funi metalliche, dei gradini artificiali ed un paio di scalette. Dopo la bastionata si arriva in breve al rifugio.

## Ascensioni
- Monte Dom - 4.545 m
- Täschhorn - 4.491 m
- Lenzspitze - 4.294 m